# Khanjar

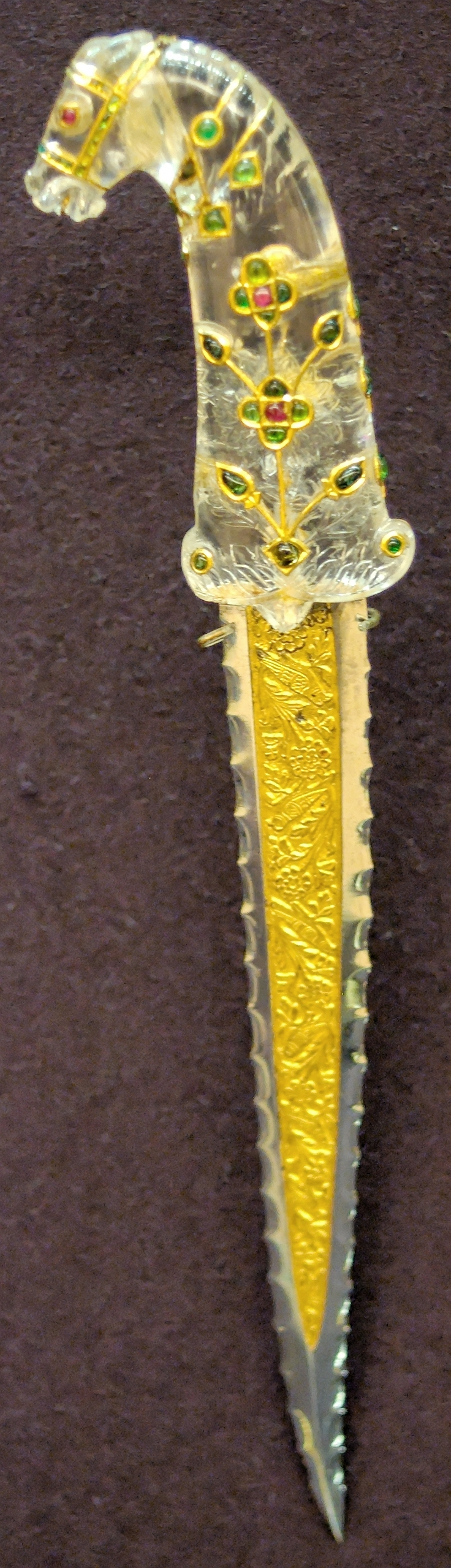
Khanjar mit Glasgriff

Der Khanjar (persisch خنجر) (auch Kanjar oder Kantschar) ist ein Dolch, der in Indien, der Türkei und Persien in Gebrauch war. Er stammt aus dem 17. bis 19. Jahrhundert. Auch im Sultanat Oman wird der traditionelle Dolch, der bis heute fester Bestandteil der festlichen, offiziellen Tracht der Männer ist, als „Khanjar“ bezeichnet. Gelegentlich wird der Khanjar mit dem Khanjarli verwechselt, der allerdings durch eine andere Griffform erkennbar ist. Auch Verwechselungen mit dem Handschar, der eine andere Klingenform und meist eine abgeknicke Scheide hat, kommen vor.

## Geschichte
Der Khanjar stammt ursprünglich aus Persien. Der Name Khanjar wird in vielen Kulturen verwendet und beschreibt mehrere Arten von Dolchen und Schwertern. In der Türkei und dem Balkan wird der Name auf den Yatagan bezogen.

## Beschreibung
Der Khanjar hat üblicherweise einen pistolenknaufähnlichen Griff, der am Ende leicht abgebogen ist. Er besitzt keine oder nur eine sehr kleine Parierstange, eher eine Parierwulst. Die Klinge ist im vorderen Bereich leicht nach unten abgebogen und läuft am Ort (Spitze) sehr spitz und schmal zu. Sie ist einschneidig und besitzt eine Mittellinie oder eine einfache oder auch doppelte, sehr dünn gearbeitete Hohlkehle. Es gibt auch Klingen mit einem Sägeschliff. Klingen und Griffelemente sind normalerweise mit Holz oder Horn belegt, aber es sind auch Khanjar bekannt, deren Griffe aus Elfenbein, Jade oder seltener aus Glas mit farbigen Einlagen hergestellt wurden (siehe Fotos). Manche Griffe sind zu Pferdeköpfen oder Blumenornamenten geformt. Die Scheiden wurden aus den verschiedensten Materialien hergestellt (Holz, Leder, Metall, Jade usw.). Klingenbreite und Klingenlänge sind von Waffe zu Waffe unterschiedlich, üblich sind Klingenlängen von etwa 20 cm bis etwa 29 cm.

## Rezeption
Khanjar-Varianten werden öfter als andere indische Dolchvarianten in Museen und im Handel angetroffen.